# Youvo.org
youvo.org ist eine deutschsprachige Online-Community für projekt- und fähigkeitsbezogenes Ehrenamt in den Bereichen Design, IT, Kommunikation und Medienproduktion. Die vom gemeinnützigen Verein youvo e. V. betriebene Plattform besteht in der jetzigen Form seit 2014 und beherbergt nach eigener Aussage über 4000 Freiwillige sowie 320 soziale Organisationen (Stand: Oktober 2018).

## Funktionsweise
Soziale Organisationen können auf youvo.org Projektvorschläge einreichen, die anschließend von Administratoren geprüft werden. Im Zuge einer individuellen Beratung wird ein konkretes Briefing erstellt und die Ausschreibung veröffentlicht.
Freiwillige können sich unter Angabe von zutreffenden Tätigkeitsfeldern registrieren und für die Mitarbeit an einem der ausgeschriebenen Projekte bewerben. Nach der Zusammenarbeit werden die Projektergebnisse veröffentlicht.
Für die Zusammenarbeit zwischen Organisationen und Freiwilligen gibt es bestimmte Richtlinien:
- Impact: Die soziale Wirkung des Projekts muss gegeben sein.
- Ehrenamt: Eine unentgeltliche Mitarbeit muss gerechtfertigt sein.
- Wertschätzung: Anstelle einer Bezahlung sollte eine ideelle Entlohnung stattfinden.
- Betreuung: In der Organisation muss es eine konkrete Ansprechperson für das Projekt geben.
- Verwendung: Die Projektergebnisse sollten nach dem Projekt tatsächlich eingesetzt werden.
- Projektbasiert: Der Rahmen der Tätigkeit muss im Vorfeld zeitlich und inhaltlich abgesteckt werden.
- Vorlaufzeit: Die Deadline des Projekts muss mindestens einen Monat in der Zukunft liegen.
- Kein Wettbewerb: Die Auswahl der Freiwilligen erfolgt anhand bisheriger Arbeitsproben.

## Geschichte
Die Idee hinter der Online-Plattform entstand bereits 2012 als Praxisprojekt im Studiengang Gesellschafts- und Wirtschaftskommunikation an der Universität der Künste Berlin. Im März 2013 wurde ein erster Workshop im Social Impact Lab Berlin durchgeführt, im Juni 2014 ging die Plattform online und im Jahr 2015 folgte schließlich die Eintragung als gemeinnütziger Verein.
Im Rahmen der Google Impact Challenge wurde die Initiative 2016 als Leuchtturm-Projekt ausgezeichnet und erhielt 250.000 EUR. Darüber hinaus bekam youvo eine Projektförderung der Robert Bosch Stiftung. Der Verein gehört dem Social Entrepreneurship Netzwerk Deutschland an.